# Мама!
«Мама!» (англ. mother!) — американский триллер с элементами ужасов режиссёра Даррена Аронофски по его собственному сценарию. В главных ролях — Дженнифер Лоуренс и Хавьер Бардем.
Мировая премьера состоялась 5 сентября 2017 года на 74-м Венецианском международном кинофестивале. В Северной Америке премьера состоялась на Кинофестивале в Торонто. Выход фильма в кинотеатрах США состоялся 15 сентября 2017 года, в России — 14 сентября.

## Сюжет
Фильм начинается в мрачном, сильно обгоревшем доме. Главный герой — Он (Хавьер Бардем), известный поэт, страдающий от творческого кризиса, помещает на пьедестал небольшой кристальный предмет. После чего дом преображается, превращаясь в абсолютно целый и отремонтированный. В это время в спальне просыпается его жена — Мать (Дженнифер Лоуренс), гадая, где Он. Она с тревогой смотрит на вещи вокруг, а потом даже представляет себе сердцебиение в стенах дома.
Однажды вечером к ним в дом приходит неизвестный Мужчина (Эд Харрис), который почему-то решил, что они сдают комнату. Хозяин с готовностью соглашается предоставить Мужчине жилье, но Мать неохотно следует его примеру. Во время своего пребывания в доме у гостя начинается сильный кашель. Он решает помочь Мужчине, провожает его в уборную, а Мать ложится спать одна. На следующий день к Мужчине приходит его жена, Женщина (Мишель Пфайффер). Мать в смятении, ведь неизвестные люди теперь живут в её доме, а Он относится к этому совершенно спокойно. Позже выясняется, что Мужчина сильно болен и последние дни он хочет провести со своим кумиром (с Ним). Однако, когда Мужчина с Женщиной пробираются в кабинет поэта и разбивают его кристалл, Он говорит им, чтобы они ушли.
Далее к ним в дом приходят двое сыновей пары и начинают драться из-за завещания, написанного Мужчиной (их отцом). Старший сын (Донал Глисон) смертельно ранит своего Младшего брата (Брин Глисон) и сбегает. А Он, Мужчина и Женщина берут истекающего кровью брата и увозят его в больницу. Мать остается одна в доме. Пытаясь отмыть кровь с пола, она замечает прогнившую доску и струящийся из-под неё тусклый свет. Спустившись в подвал, Мать находит потайную дверь в помещение, где хранится масляный бак.
Когда Он возвращается, то сообщает Матери, что Младший брат умер. Десятки людей приходят в их дом на поминки. Они ведут себя очень раскрепощенно, чем очень сильно сердят Мать. Последней каплей становится незакрепленная раковина, которую ломает молодая пара, вызвав тем самым сильную протечку. Мать в гневе всех выгоняет из дома. Потом она ругается с Ним за то, что пустил всех этих людей, не посоветовавшись с ней. Мать приводит его слова, что Он хочет иметь детей, а сам даже не занимается с ней любовью. После этого Он набрасывается на неё и они занимаются сексом.
На следующее утро Мать говорит Ему, что беременна. Известие приводит Его в восторг и вдохновляет закончить свою поэму. Через несколько месяцев, когда Мать готовится к рождению ребёнка, Он дает ей прочитать свою рукопись. Она со слезами на глазах говорит, что ничего прекраснее в жизни не читала. После публикации поэма сразу же продается всем тиражом, что Мать решает отпраздновать и накрывает большой стол.
Тем временем группа его поклонников приходит к их дому. Он решает выйти к своим читателям, не попробовав обеда Матери. Она выходит вслед за ним и просит вернуться, но Он её не слушает. К дому приходит все больше людей, они начинают входить в дом, чтобы воспользоваться уборной. Постепенно они превращаются из нормальных людей в крушащую все на своем пути толпу, растаскивающую дом на сувениры. Дезориентированная Мать пробирается по дому и видит хаос в каждой комнате. Постепенно начинают разворачиваться боевые действия с участием полиции и зажигательных смесей. Но вдруг появляется Он и уводит беременную и ничего не понимающую Мать в свой кабинет.
В кабинете у неё начинаются схватки. Он решает сам принять роды и баррикадирует дверь. Мать рожает мальчика, Он счастлив и отправляется за дверь, чтобы всем об этом рассказать. Когда Он возвращается, то приносит подаяния от своих фанатов и просит Мать вынести ребёнка на всеобщее обозрение. Она отказывается и не спускает с сына глаз. Однако, когда она засыпает, Он выносит ребёнка в толпу, к тому моменту уже обожествляющую и молящуюся на него. Толпа безрассудно берет ребёнка на руки, начинает второпях его куда-то нести и ломает ему шею. В ужасе Мать пробивается через толпу к алтарю, где видит растерзанный труп своего сына и понимает, что безумные фанаты стали есть его плоть. В ярости она находит осколок стекла и пытается их всех заколоть. Однако людей слишком много, и они заваливают Мать на пол и начинают избивать. Её спасает подоспевший Он, который просит их остановиться.
В гневе Мать орет на Него и убийц своего сына. Сердцебиение, которое она представляла в стенах дома, практически остановилось. Мать бежит к потайной комнате в подвале, где стоит масляный бак и пробивает его. Потом она открывает зажигалку и держит её над разлившимся маслом. Всё это видит прибежавший муж. Он умоляет Мать не делать этого, но она поджигает масло, вызывая тем самым взрыв, который уничтожает и дом, и толпу, и весь окружающий сад.
Он остается цел и невредим, а вот мать страдает от ужасных ожогов. Он несет её в свой кабинет, где спрашивает, любит ли она его ещё или нет. Получив положительный ответ, Он разрывает ей грудь и достает угасающее сердце. Сильно сжав его в руках и отделив от внешней оболочки, Он достает новый кристалл, который опять ставит на пьедестал. И в этот момент дом снова преображается, а в постели просыпается новая Мать, гадая вслух, где же Он.

## В ролях
| Актёр             | Роль         |
| ----------------- | ------------ |
| Дженнифер Лоуренс | мать         |
| Хавьер Бардем     | Он           |
| Эд Харрис         | мужчина      |
| Мишель Пфайффер   | женщина      |
| Донал Глисон      | старший сын  |
| Брин Глисон       | младший брат |
| Кристен Уиг       | вестница     |
| Джован Адепо      | кубконосец   |
| Стивен Макхэтти   | зелот        |
| Аманда Уоррен     | целительница |
| Лоренс Лебоуф     | дева         |
| Эмили Хэмпшир     | шут          |

## Оценки
В обзорах критики отмечают, что это довольно жуткая и странная лента. На сайте Metacritic картина имеет рейтинг 74 / 100, а на Rotten Tomatoes — 68% положительных мнений при 6,7 / 10.

Как хоррор — это смехотворно, потому что здесь потрясающая и веселая юмористическая составляющая, и как машина для того, чтобы свести вас с ума — это прекрасно.— The Guardian (10/10)

Фильм начинается как слабое пламя и разрастается до яростного костра. Затрагивая как религиозные, так и современные политические проблемы, фильм Даррена Аронофски, безусловно, открывается для многих аллегорических прочтений, но он также работает как прямолинейная история.— Indiewire (9.1/10)

Это рассказ, который, как и другие причудливые жанровые экскурсии, затягивает вас своей интригующей центральной драматической ситуацией и выталкивает вас из неё посредством очень надуманных сюжетных ухищрений.— The Hollywood Reporter (8/10)

Страх не имеет резонанса; это герметичная загвоздка, которая превращается в поддельный опыт. Во что бы то ни стало, идите на «маму!» и наслаждайтесь своим странным эксгибиционизмом. Но обходите фильм стороной, если вы надеетесь увидеть фильм, который вызывает искренние волнения.— Variety (6/10)
Оценки:
- CineVue — 10/10
- The Telegraph — 10/10
- The Playlist — 10/10
- Screen International — 9/10
- Time — 6/10[13]